# Hoàng đế Áo

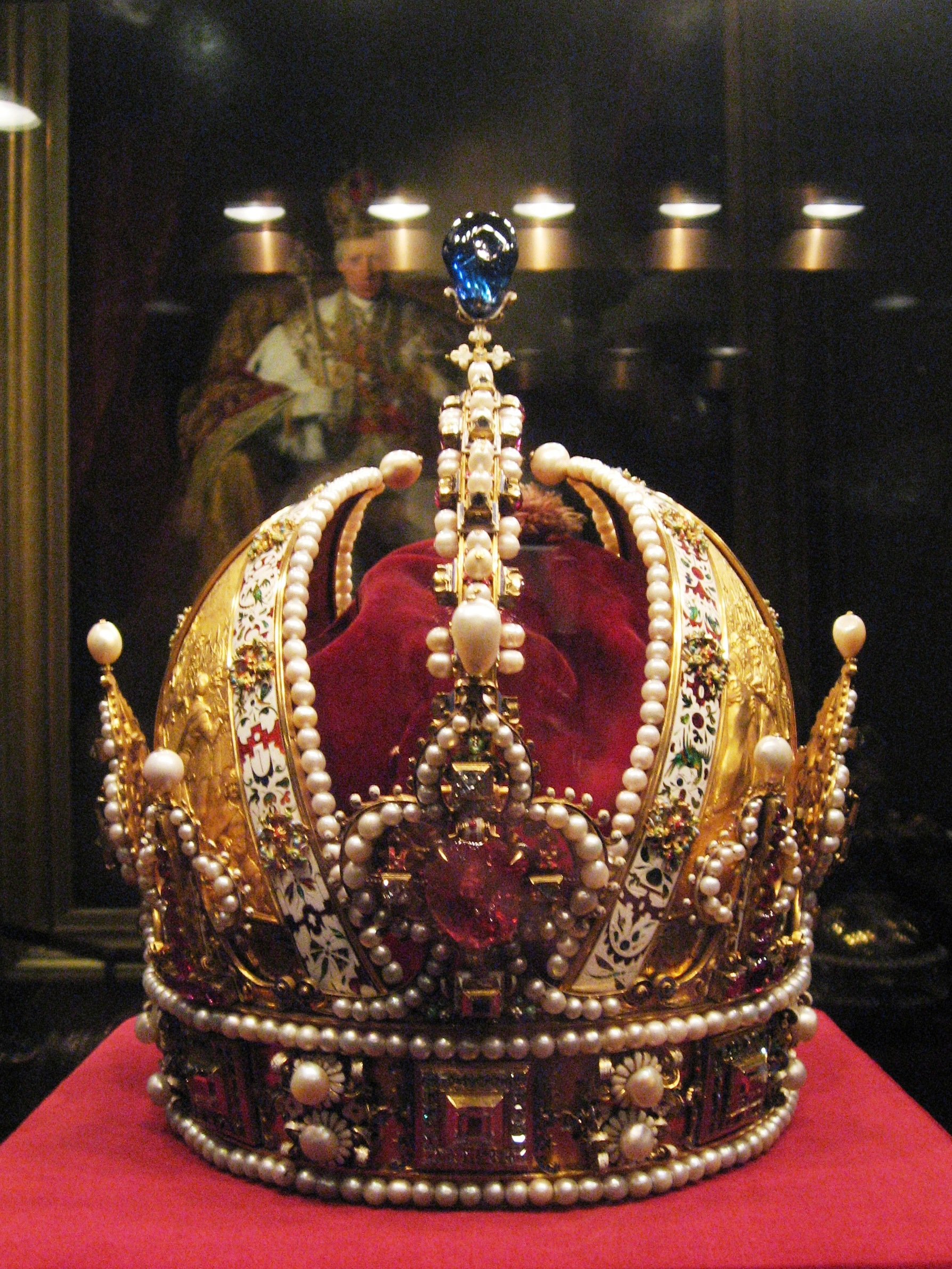
Vương miện Hoàng đế Áo từ năm 1804 tới 1918.

Hoàng đế Áo, đôi khi còn gọi là Áo hoàng (tiếng Đức: Kaiser von Österreich) là ngôi Hoàng đế cha truyền con nối và là tước vị được Hoàng đế La Mã Thần thánh Franz II, một thành viên của Nhà Habsburg-Lothringen tự xưng vào năm 1804, và tiếp tục được ông và những người kế tục ông nắm giữ cho đến khi vị Hoàng đế cuối cùng vào năm 1918. Các Hoàng đế kiêm nhiệm danh hiệu Đại vương công Áo. Vợ của các Hoàng đế xưng làm Hoàng hậu, trong khi các thành viên trong gia đình lấy tước hiệu Đại vương công hoặc là Đại Công nương.
Tuy đế hiệu của các Hoàng đế Áo là Kaiser, nhiều tài liệu tiếng Anh gọi họ là Emperor trong khi để nguyên tước hiệu của các Hoàng đế Đức là Kaiser, để tránh nhầm lẫn giữa các vị quân chủ Áo và Đức.

## Tiền vị
Các thành viên của Vương triều nhà Habsburg tại Áo đã được bầu làm Hoàng đế La Mã Thần thánh qua nhiều thế kỷ và chủ yếu là ngự trị tại Viên. Đó là lý do vì sao thuật ngữ "Hoàng đế Áo" có thể xuất hiện trong các tư liệu viết về thời kỳ trước năm 1804, lúc không có Đế quốc Áo nào tồn tại. Trong các trường hợp đó từ "Áo" luôn mang nghĩa là Triều đại, chứ không phải là quốc gia. Một trường hợp đặc biệt là Đại Công nương Maria Theresia của Áo; bà là Hoàng hậu của Hoàng đế La Mã Thần thánh Franz II, nhưng thực ra bà cũng là vị quân chủ của Các Lãnh địa Thế tục Áo bao gồm Böhmen và Hungary.

## Hoàng đế
Khi đối mặt với sự xâm lược của Napoleon I, người đã tuyên bố là "Hoàng đế Pháp" (tiếng Pháp: Empereur des Français), bởi Hiến pháp Pháp ngày 18 tháng 5 năm 1804, Francis II lo sợ cho tương lai của Đế quốc La Mã Thần thánh và duy trì tình trạng Hoàng gia của mình trong trường hợp Đế quốc La Mã Thánh bị giải thể. Do đó, vào ngày 11 tháng 8 năm 1804, ông đã tạo ra tước hiệu mới của "Hoàng đế Áo" cho chính mình và những người kế vị của ông là người đứng đầu Nhà Habsburg-Lorraine. Trong hai năm, Francis mang hai danh hiệu hoàng gia: Hoàng đế La Mã Thần thánh Francis II và "bằng ân điển Thiên chúa" (Von Gottes Gnaden) Hoàng đế Francis I của Áo.
Vào năm 1805, một đội quân do Áo dẫn đầu đã bị thất bại nhục nhã trong Trận Austerlitz và Napoléon chiến thắng đã giải tán Reich (lúc này chỉ là một liên minh lỏng lẻo) bằng cách thúc đẩy hoặc gây áp lực cho một số vương hầu Đức vào Liên bang Rhein vào tháng 7. Điều này khiến Francis II/I ngày 6 tháng 8 năm 1806 tuyên bố giải thể Reich và hạ Đế miện được tạo trong thế kỷ thứ X (ngày nay được trưng bày tại Bảo tàng Cung điện Hofburg ở Vienna).
Từ năm 1806 trở đi, Francis chỉ là Hoàng đế Áo.Ông có ba người kế nhiệm Ferdinand I, Francis Joseph I và Charles I trước khi Đế chế tan rã vào năm 1918. Một buổi lễ đăng quang không bao giờ được lập; người thừa kế ngai vàng trở thành hoàng đế vào thời điểm vua tiền nhiệm qua đời hoặc thoái vị. Biểu tượng của Hoàng đế Áo là vương miện riêng của triều đại có niên đại từ Rudolf II (r. 1576–1612), (được gọi Rudolfinische Hauskrone), là sự kế thừa phẩm giá và huyền thoại của Habsburgs.

## Tước hiệu Hoàng đế
Các hoàng đế Áo đã có danh sách dài tước hiệu và tuyên bố phản ánh sự mở rộng địa lý và sự đa dạng của các vùng đất được cai trị bởi Habsburgs Áo. Danh hiệu tước hiệu lớn của Hoàng đế Áo được thay đổi nhiều lần: tạo lập ngày 1/8/1804, được triều đình tuyên bố ngày 22/8/1836, bởi triều đình Đế chế tuyên bố ngày 6/1/1867 và kết thúc bởi lá thư ngày 12/12/1867. Các phiên bản ngắn hơn được ghi trong các tài liệu chính thức và điều ước quốc tế: "Hoàng đế Áo, Vua Bohemia... và Vua Tông đồ Hungary", "Hoàng đế Áo và Vua Tông đồ Hungary", "Hoàng đế và Vua bệ hạ" và "Hoàng đế và Hoàng gia bệ hạ Tông đồ bệ hạ".
Danh sách đầy đủ (sau khi mất Lombardy năm 1859 và Venetia năm 1866):
Hoàng đế của Áo,

Vua Tông đồ của Hungary,

Vua của Bohemia, của Dalmatia, của Croatia, của Slavonia, của Galicia, của Lodomeria, của Illyria,

Vua của Jerusalem,

Đại vương công của Áo,

Đại công tước của Tuscany và Cracow,

Công tước của Lorraine, của Salzburg, của Styria, của Carinthia,của Carniola của Bukovina,

Đại thân vương của Transylvania,

Bá tước của Moravia,

Công tước của Thượng và Hạ Silesia, của Modena, Parma, Piacenza và Guastalla, của Auschwitz và Zator, của Teschen, Friuli, Ragusa và Zara,

Hoàng bá của Habsburg và Tyrol, của Kyburg, Gorizia và Gradisca,

Hoàng thân của Trent và Brixen,

Bá tước Thượng và Hạ Lusatia và Istria,

Bá tước của Hohenems, Feldkirch, Bregenz, Sonnenberg, 

Lãnh chúa của Trieste, của Cattaro và của Windic March,

Đại Voivode của Voivodship Serbia,

Huân chương Lông cừu vàng Tối cao.

## Hoàng đế Áo (1804–1918)
| Tên                | Tuổi thọ                                             | Bắt đầu trị vì | Kết thúc trị vì      | Ghi chú                                                 | Dòng dõi          | Hình |
| ------------------ | ---------------------------------------------------- | -------------- | -------------------- | ------------------------------------------------------- | ----------------- | ---- |
| Franz I            | 12 tháng 2 năm 1768 – 2 tháng 3 năm 1835 (67 tuổi)   | 11/8/1804      | 2/3/1835             | Hoàng đế La Mã Thần thánh cuối cùng; Con của Leopold II | Habsburg-Lorraine |      |
| Ferdinand I        | 19 tháng 4 năm 1793 – 29 tháng 6 năm 1875 (82 tuổi)  | 2/3/1835       | 2/12/1848 (thoái vị) | Con của Franz I                                         | Habsburg-Lorraine |      |
| Franz Joseph I     | 18 tháng 8 năm 1830 – 21 tháng 11 năm 1916 (86 tuổi) | 2/12/1848      | 21/11/1916           | Cháu của Ferdinand I; cháu nội của Franz I              | Habsburg-Lorraine |      |
| Karl I - ban phước | 17 tháng 8 năm 1887 – 1 tháng 4 năm 1922 (34 tuổi)   | 21/11/1916     | 11/11/1918 (từ chức) | Cháu của Franz Joseph I; chít của Franz I               | Habsburg-Lorraine |      |

## Kế vị
| Hoàng đế       | Kế vị                               | Mối quan hệ với hoàng đế và trạng thái | Trở thành kế vị             | Ngừng kế vị                           | Kế vị thứ 2                                        |
| -------------- | ----------------------------------- | -------------------------------------- | --------------------------- | ------------------------------------- | -------------------------------------------------- |
| Franz I        | Thái tử Ferdinand                   | Con trai hoàng thái tử                 | 11/8/1804; thành lập đế chế | 2/3/1835; kế vị                       | Đại vương công Joseph Franz 1804–1807, em trai     |
| Franz I        | Thái tử Ferdinand                   | Con trai hoàng thái tử                 | 11/8/1804; thành lập đế chế | 2/3/1835; kế vị                       | Đại vương công Franz Karl 1807–1835, em trai       |
| Ferdinand I    | Đại vương công Franz Karl           | em trai Thân vương kế vị               | 2/3/1835; em trai kế vị     | 2/12/1848; từ bỏ quyền kế vị          | Đại vương công Franz Joseph 1835–1848, con trai    |
| Franz Joseph I | Đại vương công Ferdinand Maximilian | em trai Thân vương kế vị               | 2/12/1848; em trai kế vị    | 21/8/1858; Hoàng đế sinh con trai     | Đại vương công Karl Ludwig 1848–1858, em trai      |
| Franz Joseph I | Hoàng Thái tử Rudolf                | Con trai hoàng thái tử                 | 21/8/1858; ra đời           | 30/1/1889; mất                        | Đại vương công Ferdinand Maximilian 1858–1864, chú |
| Franz Joseph I | Hoàng Thái tử Rudolf                | Con trai hoàng thái tử                 | 21/8/1858; ra đời           | 30/1/1889; mất                        | Đại vương công Karl Ludwig 1864–1889, chú          |
| Franz Joseph I | Đại vương công Karl Ludwig          | em trai Thân vương kế vị               | 30/1/1889; cháu mất         | 19/5/1896; mất                        | Đại vương công Franz Ferdinand 1889–1896, con trai |
| Franz Joseph I | Đại vương công Franz Ferdinand      | Cháu trai Thân vương kế vị             | 19/5/1896; cha mất          | 28/6/1914; ám sát                     | Đại vương công Otto 1896–1906, em trai             |
| Franz Joseph I | Đại vương công Franz Ferdinand      | Cháu trai Thân vương kế vị             | 19/5/1896; cha mất          | 28/6/1914; ám sát                     | Đại vương công Karl 1906–1914, cháu trai           |
| Franz Joseph I | Đại vương công Karl                 | cháu trai Thân vương kế vị             | 28/6/1914; chú mất          | 21/11/1916; kế vị                     | Đại vương công Otto 1914–1916, con trai            |
| Karl I         | Hoàng thái tử Otto                  | con trai Hoàng thái tử                 | 21/11/1916; cha kế vị       | 12/11/1918; Đế chế trở thành cộng hòa | Đại vương công Robert 1916–1918, em trai           |

## Trưởng tộc Habsburg-Lothringen (từ 1918)
Charles I không còn là vua của Áo, trong khi Luật Habsburg của nước Cộng hòa Áo năm 1919 gọi ông là "cựu hoàng" (der ehemalige Träger der Krone). Con trai ông, Otto von Habsburg, đã sử dụng tước hiệu Đại vương công Áo bên ngoài Áo, tuyên bố mình là một công dân trung thành với Cộng hòa Áo để được phép vào Áo; từ năm 1961 trở đi ông không truyền tước hiệu cho thân vương kế vị nữa. Con trai của Otto, Karl von Habsburg, kế vị Đại vương công Áo.
- Charles I (11/11/1918 – 1/4/1922)
- Otto von Habsburg (1/4/1922 – 1/1/2007)
- Karl von Habsburg (1/1/2007 – nay)
  - kế vị: Ferdinand Zvonimir von Habsburg